# آناهیت هایراپتیان
آناهید کارلنی هایراپتیان (ارمنی: Անահիտ Կառլենի Հայրապետյան؛ انگلیسی: Anahit Hayrapetyan؛ زادهٔ ۱ دسامبر ۱۹۵۸) دانشمند علم بهداشت و استاد اهل ارمنستان است.

## زندگی‌نامه
وی در ۱ دسامبر ۱۹۵۸ در استپاناوان به دنیا آمد و از دانشگاه پزشکی دولتی ایروان (۱۹۸۲) فارغ‌التحصیل گشت. وی همچنین برنده جوایزی همچون مدال طلای دانشگاه پزشکی دولتی ایروان (۲۰۰۵) و نشان نقره دانشگاه پزشکی دولتی ایروان (۲۰۱۰) شد.

## یادداشت
1. ↑  բժշկական գիտությունների դոկտոր
2. ↑  ԵՊԲՀ հոբելյանական «Ոսկե մեդալ»
3. ↑  ԵՊԲՀ հոբելյանական «Արծաթե կրծքանշան»